# Шести септември (булевард в Пловдив)
„Шести септември“ е основен и най-дългият булевард в Пловдив.
Започва от кръстовището на булевард „Пещерско шосе“ с разклонението за кв. Прослав, където булевардът е формиран от едно двупосочно платно. Минава през формиращия се квартал Ривиера. След това пресича парк „Отдих и култура“ като върви успоредно на гребната база.
След кръстовището с булевард „Копривщица“ булевардът минава в район „Централен“, където е с две ленти за движение във всяка посока и разделителна ивица между тях. В много участъци лентите са три като третата е предназначена за градския транспорт или за завиващите на дясно. Булевардът последователно минава през площадите „Никола Мушанов“, „Кочо Честименски“ и „Цар Калоян“ и пресича булевардите „Васил Априлов“ и „Руски“ в квартал Мараша. След това в централната част булевардът е с едно платно с две ленти за движение във всяка посока.
След площад „Съединение“ е подлезът на „Главната“ и булевардът пресича основния пловдивски булевард „Цар Борис III – Обединител“. След това булевардът е отново с две ленти за движение във всяка посока и разделителна ивица между тях. След площад „Житен пазар“ в Хаджи Хасан махала достига до булевард „Източен“ и моста „Адата“ и минава в район „Източен“.
Последният участък на булеварда от моста „Адата“ до кръстовището с „Цариградско шосе“, където завършва, е част от Републикански път I-8. На пресечката с улица „Владая“ е изградено кръгово.

## История
През 1985 г. във връзка със 100-годишнината от Съединението само за 9 месеца е изграден булевард „Шести септември“. В централната част на града се проектират и се прокарват подлезите до аптека „Марица“ и до Четвъртък пазар. Поради липса на пространство, тротоарите там са част от сградите. Направена е колонадата под „Дом Левски“.
Паралелно се изграждат и другите участъци на булеварда на изток и на запад от центъра. С решение на общинския съвет през септември 1985 г. се формира булевард „Шести септември“, който включва улиците „6-и септември“, „Бранислав Велешки“, „Любен Каравелов“, „Христо Г.Данов“ и „Перущица“. Така е извършена една от най-мащабните реконструкции в централната част на Пловдив и е създаден най-дългият булевард в града.

## Паметници
- Паметник на Кочо Честименски на площад „Кочо Честименски“

## Забележителности
Близо до булеварда са следните забележителности:
- Гребната база
- Парк „Отдих и култура“
- Дондукова градина
- Площад и паметник на „Съединение“
- „Главната“ улица
- Старият град
- Небет тепе
- Площад „Житен пазар“